# Nortia multicallosus
Nortia multicallosus är en skalbaggsart som beskrevs av J. Linsley Gressitt och Yves Rondon 1970. Nortia multicallosus ingår i släktet Nortia och familjen långhorningar.
Artens utbredningsområde är Laos. Inga underarter finns listade i Catalogue of Life.